# 383P/Christensen
383P/Christensen, komet Jupiterove obitelji. 